# Rio Gălăuţaş
O Rio Gălăuţaş é um rio da Romênia, afluente do Mureş, localizado no distrito de Harghita.